# Marian Álvarez
Marian Álvarez Cachero, nome d'arte di María Ángeles Álvarez Cachero (Madrid, 1º aprile 1978) è un'attrice spagnola, vincitrice nel 2013 del premio Goya come migliore attrice nel La herida e del Silver Shell Award come migliore attrice al 61º Festival internazionale del cinema di San Sebastián per la sua interpretazione nel film Wounded.

## Filmografia parziale

### Cinema
- Lo mejor de mí, regia di Roser Aguilar (2007)
- La herida, regia di Fernando Franco (2013)
- Box 314 - La rapina di Valencia (Cien años de perdón), regia di Daniel Calparsoro (2016)
- Il quaderno di Sara, regia di Norberto Lopez Amado (2018)

### Televisione
- El grupo (2000)
- 7 vidas (2001)
- Teresa d'Avila - Il castello interiore (Teresa), regia di Jorge Dorado – film TV (2015)

## Riconoscimenti
- Premio Goya 2013 – Premio Goya per la migliore attrice protagonista